# Vani

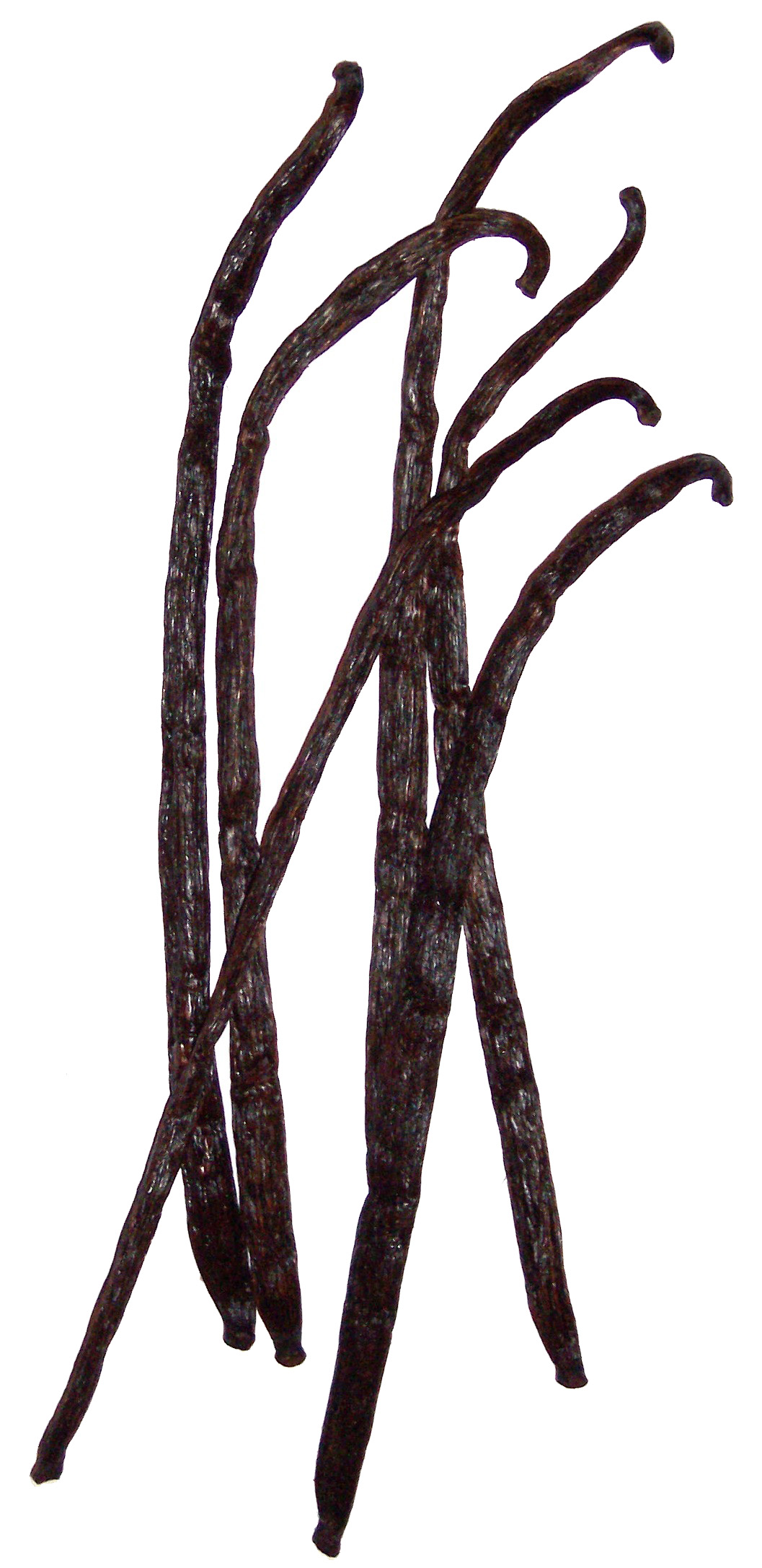
Quả vani khô

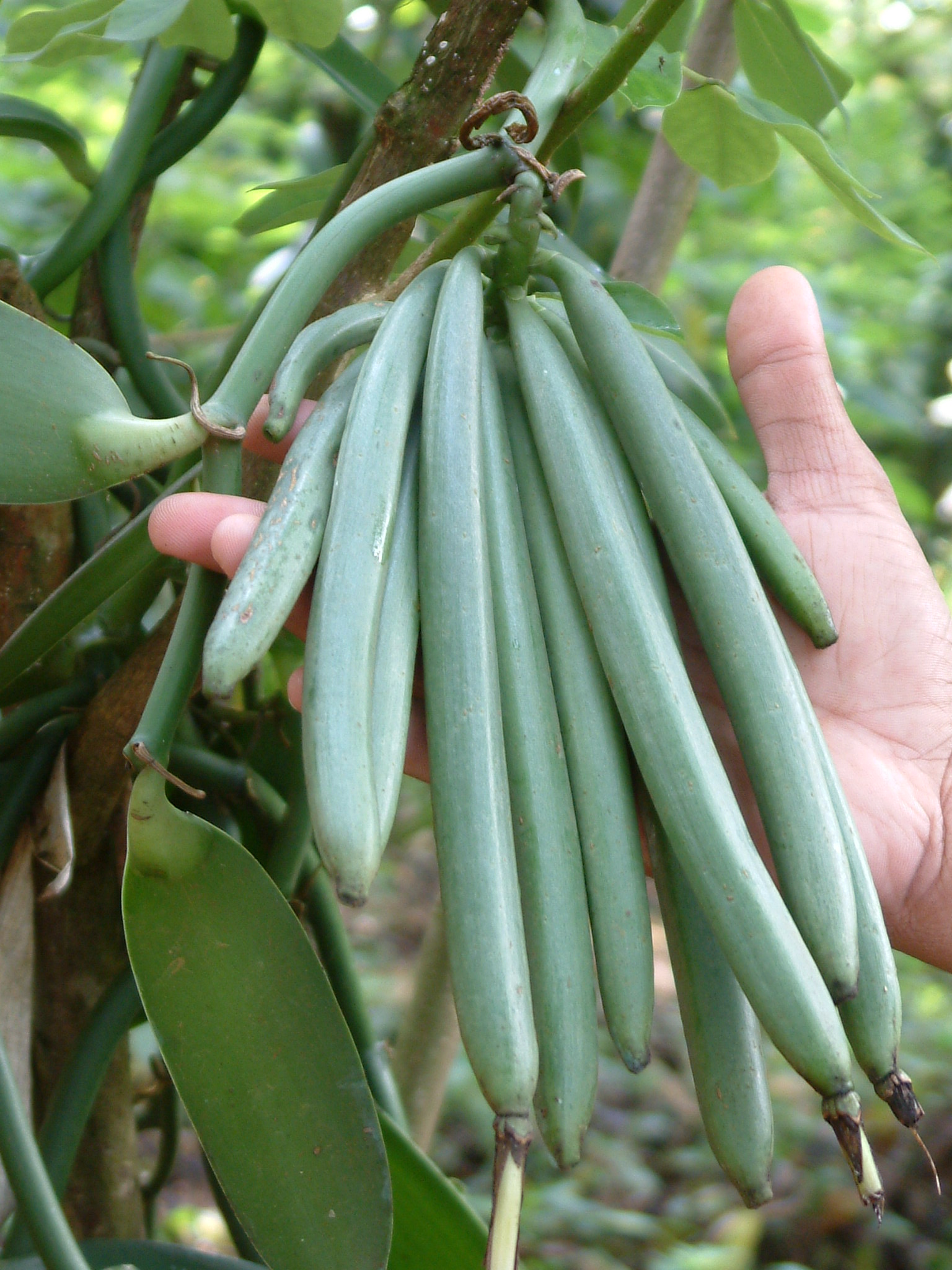
Quả vani tươi

Vani (hay vanilla) là một hương liệu được chiết xuất từ những loài lan thuộc chi Vanilla, nhưng chủ yếu là từ loài V. planifolia bắt nguồn từ México. Từ vanilla có xuất xứ từ tiếng Tây Ban Nha vaina, đơn giản có nghĩa là "quả đậu nhỏ". Cư dân vùng Trung Bộ châu Mỹ thời kì tiền Colombo đã biết trồng lan vani. Người Aztec gọi chúng là tlilxochitl. Chinh tướng Tây Ban Nha Hernán Cortés được xem là người mang vani và sô cô la đến châu Âu vào thập niên 1520.
Muốn có vani thì phải có quả lan, do vậy phải tiến hành thụ phấn cho cây. Năm 1837, nhà thực vật học người Bỉ Charles François Antoine Morren đi tiên phong với phương pháp thụ phấn nhân tạo cho loại lan vani này. Tuy nhiên, phương pháp của ông không khả thi về mặt thương mại. Năm 1841, Edmond Albius (một cậu bé nô lệ 12 tuổi sống trên đảo Réunion, Ấn Độ Dương) khám phá ra rằng có thể dùng cách thụ phấn thủ công cho cây. Phương pháp này cho phép trồng và khai thác vani trên phạm vi toàn cầu.
Hiện nay trên thế giới người ta trồng ba loại lan chính để lấy vani, cả ba loài này đều khởi thủy từ Trung Bộ châu Mỹ, từ những miền đất mà ngày nay thuộc đất nước México. Số lượng phân loài rất đa dạng, có thể kể ra đây như Vanilla planifolia (danh pháp đồng nghĩa: V. fragrans) trồng ở Madagascar, Réunion và các miền nhiệt đới dọc bờ Ấn Độ Dương; V. tahitensis trồng ở Nam Thái Bình Dương, và V. pompona trồng ở Tây Ấn, Trung Mỹ và Nam Mỹ. Đa phần nguồn vani trên thế giới là được sản xuất từ loài lan V. planifolia được trồng ở các đảo nhiệt đới thuộc Ấn Độ Dương, do đó loại vani này còn được gọi là vani Bourbon (tên cũ của đảo Réunion là đảo Bourbon) hoặc vani Madagascar (được sản xuất ở Madagascar và các đảo lân cận ở tây nam Ấn Độ Dương và Indonesia). Ở Nam Mỹ, người ta dùng hoa và quả của lan Leptotes bicolor để thay cho lan vani.
Vani là loại gia vị đắt tiền thứ hai trên thế giới - chỉ xếp sau gia vị saffron từ cây nghệ tây - bởi phải mất nhiều công sức lao động. Dù không hề rẻ nhưng vani được đánh giá cao nhờ hương thơm "tinh khiết, hăng và tinh tế" như lời của tác giả Frederic Rosengarten, Jr. trong quyển The Book of Spices. Con người sử dụng rộng rãi vani trong sản xuất thực phẩm, nước hoa và trong trị liệu dùng hương thơm.

## Lịch sử
Người Totonac cư trú ở bờ biển phía đông Mexico, ngày nay là bang Veracruz, là những người đầu tiên trồng trọt Vani. Theo truyền thuyết Totonac, phong lan nhiệt đới nở khi công chúa Xanat, bị cha mình cấm kết hôn, đã bỏ trốn vào rừng với người mình yêu. Họ bị bắt và chặt đầu. Cây leo của phong lan nhiệt đới mọc lên chỗ máu của họ tuôn chảy xuống mặt đất.
Vào thế kỷ thứ 15, người Aztec xâm chiếm các cao nguyên trung phần ở Mexico và chinh phục người Totonac, và sớm phát triển sự yêu chuộng các quả vani. Chúng được đặt tên là trái tlilxochitl, hoặc hoa đen, sau khi quả trưởng thành, nó co lại và chuyển sang màu đen lập tức sau khi bị hái. Do bị chinh phục bởi người Aztec, người Totonac đã cống nạp bằng cách gửi trái vani đến thủ đô Aztec, Tenochtitlan.

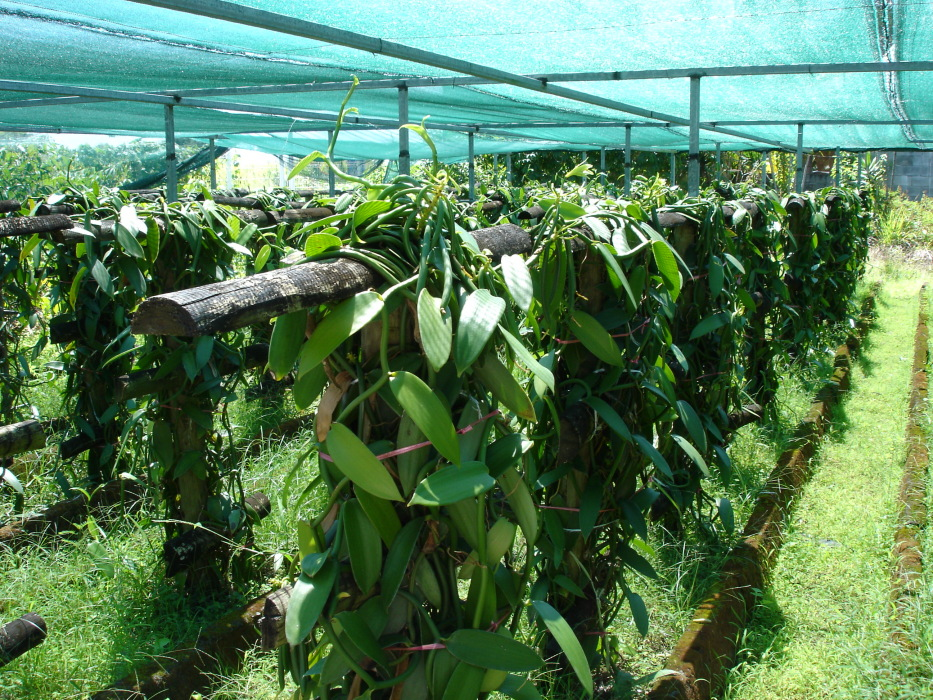
Một đồn điền vani

Cho đến giữa thế kỷ 19, Mexico là nơi sản xuất vani chính. Tuy nhiên năm 1819, các chủ doanh nghiệp Pháp đã vận chuyển trái vani đến quần đảo Réunion và Mauritius với hi vọng có thể sản xuất vani ở đây. Sau khi Edmond Albius khám phá cách thụ phấn hoa nhanh bằng tay, các hạt bắt đầu phát triển mạnh. Ngay sau đó, phong lan nhiệt đới được gửi từ đảo Réunion đến quần đảo Comoro, Seychelles và Madagascar, cùng với các hướng dẫn thụ phấn hoa. Năm 1898, Madagascar, Réunion, và quần đảo Comoro sản xuất 200 tấn hạt vani, chiếm 80% sản lượng thế giới. Theo Tổ chức Lương thực và Nông nghiệp Liên Hợp Quốc, Indonesia hiện là nước sản xuất chính sản lượng vani Bourbon  và 58% tổng sản lượng trái vani toàn thế giới.
Giá thị trường vani tăng mạnh vào cuối thập niên 1970 sau một cơn xoáy thuận nhiệt đới tàn phá các vùng canh tác chính. Giá cả vẫn còn cao trong đầu thập niên 1980 mặc dù đã có thêm vani Indonesia. Vào giữa thập niên 1980, thỏa thuận (Cartel) giá cả và phân phối từ năm 1930 bị hủy bỏ.
Giá cả giảm 70% trong vài năm sau đó, gần 20 USD/Kg; giá cả tăng trở lại nhanh sau xoáy thuận nhiệt đới Hudah tàn phá Madagascar vào tháng 4 năm 2000. Bão nhiệt đới, tình hình bất ổn chính trị, thời tiết khắc nghiệt đã làm giá vani tăng với con số đáng kinh ngạc 500 USD/Kg năm 2004, dẫn tới việc nhiều nước tham gia vào ngành công nghiệp sản xuất vani. Vụ mùa tốt, cùng với nhu cầu giảm đẩy giá vani ở thị trường xuống 40 USD/Kg vào giữa năm 2005. Năm 2010, giá xuống còn 20 USD/Kg.
Madagascar (đặc biệt là khu vực Sava màu mỡ) chiếm phần lớn sản lượng toàn cầu của vanilla. Mexico, một thời là nhà sản xuất hàng đầu của vani tự nhiên với sản lượng hàng năm là 500 tấn, chỉ sản xuất được 10 tấn vanilla vào năm 2006. Ước tính có khoảng 95% sản phẩm "vanilla" được tạo từ hương vị nhân tạo với vanillin (chất chiết từ vani) có nguồn gốc từ lignin thay vì từ trái cây vani.

## Cách sử dụng

### Sử dụng trong ẩm thực

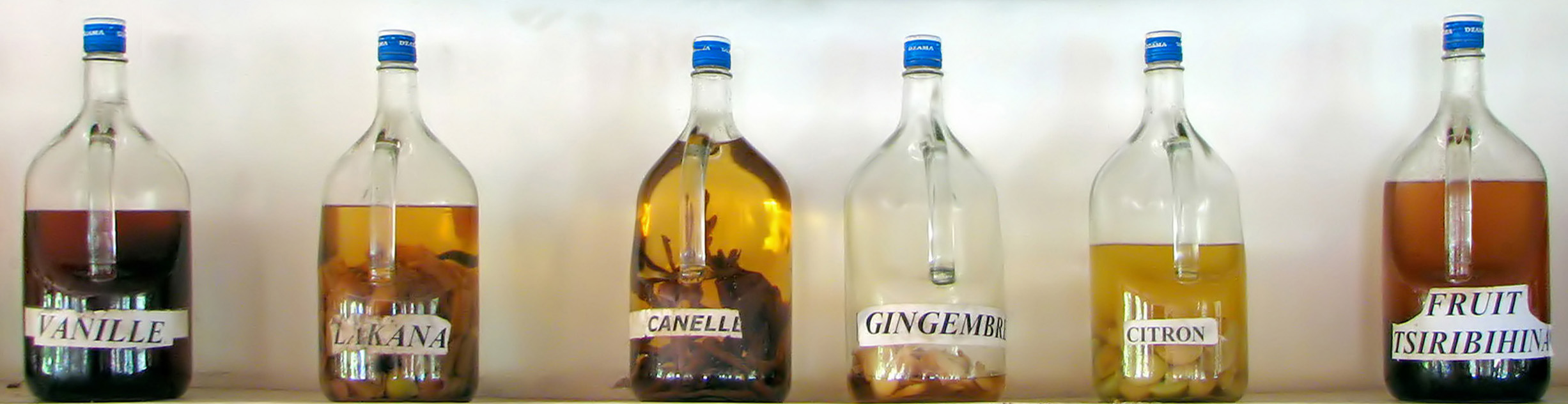
Rượu rum Vanilla, Madagascar, chai đầu tiên bên trái

Có 4 cách chính để bào chế vani tự nhiên trong thương mại:
- lấy toàn bộ vỏ hạt dài
- phấn (các vỏ quả đất, giữ nguyên chất hoặc pha trộn với đường, tinh bột, hoặc các thành phần khác)[15]
- Chiết xuất vani (trong cồn hoặc thỉnh thoảng là dùng glyxerol; cả hai dạng tinh khiết và các dạng giả vani chứa ít nhất 35% cồn)[16]
- Đường vani, một hỗn hợp đường và vani chiết xuất được đóng gói sẵn

Hương liệu vani trong thực phẩm có thể thực hiện bằng cách thêm chiết xuất vani hoặc nấu quả vani trong chất lỏng món ăn. Một hương thơm đậm hơn có thể có được nếu các quả được bóc làm đôi, tạo ra thêm nhiều bề mặt hương tỏa đến chất lỏng. Trong trường hợp này, hạt vani được trộn với món ăn. Vani tự nhiên cho ra màu vàng hay nâu trong chất lỏng món ăn, phụ thuộc vào nồng độ. Vani chất lượng tốt có mùi hương đậm, nhưng thường thì thức ăn với nồng độ thấp hương vani hoặc vani nhân tạo là phổ biến, nhất là khi giá của vani tự nhiên không hề rẻ.
Cách dùng vani chủ yếu trong kem hương vani. Đa số loại kem dùng hương vani vì vậy nhiều người xem đây là mùi hương tự có của kem. Mặc dù vani là một gia vị được đánh giá cao với mùi hương đặc trưng, nhưng nó cũng thường được dùng để nâng cao mùi hương của các chất khác, như sô cô la, bánh ngọt, cà phê và nhiều thứ khác.

## Hình ảnh

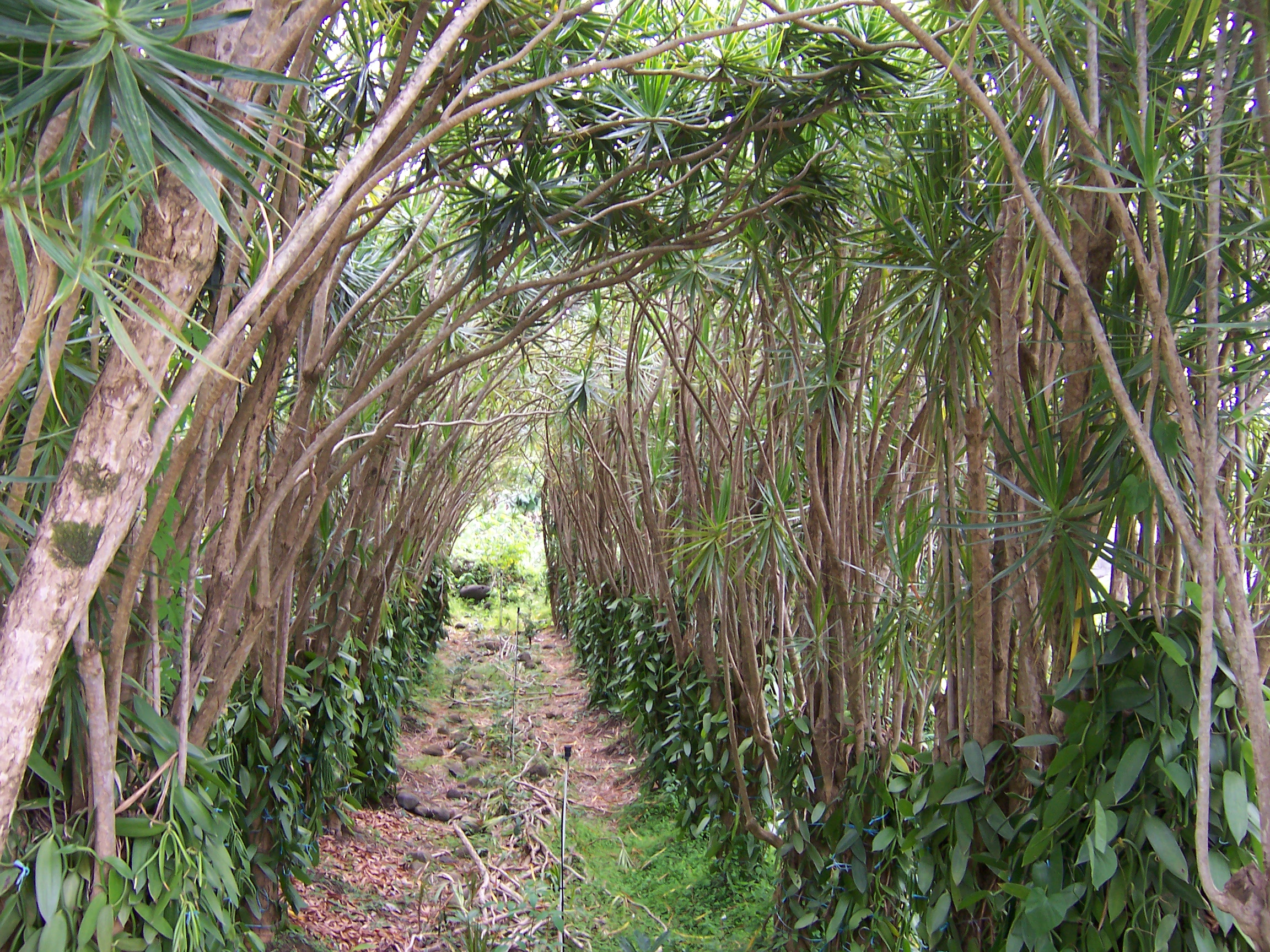
Cây vani trồng trên thân gỗ của một loài cây thuộc chi Dracaena
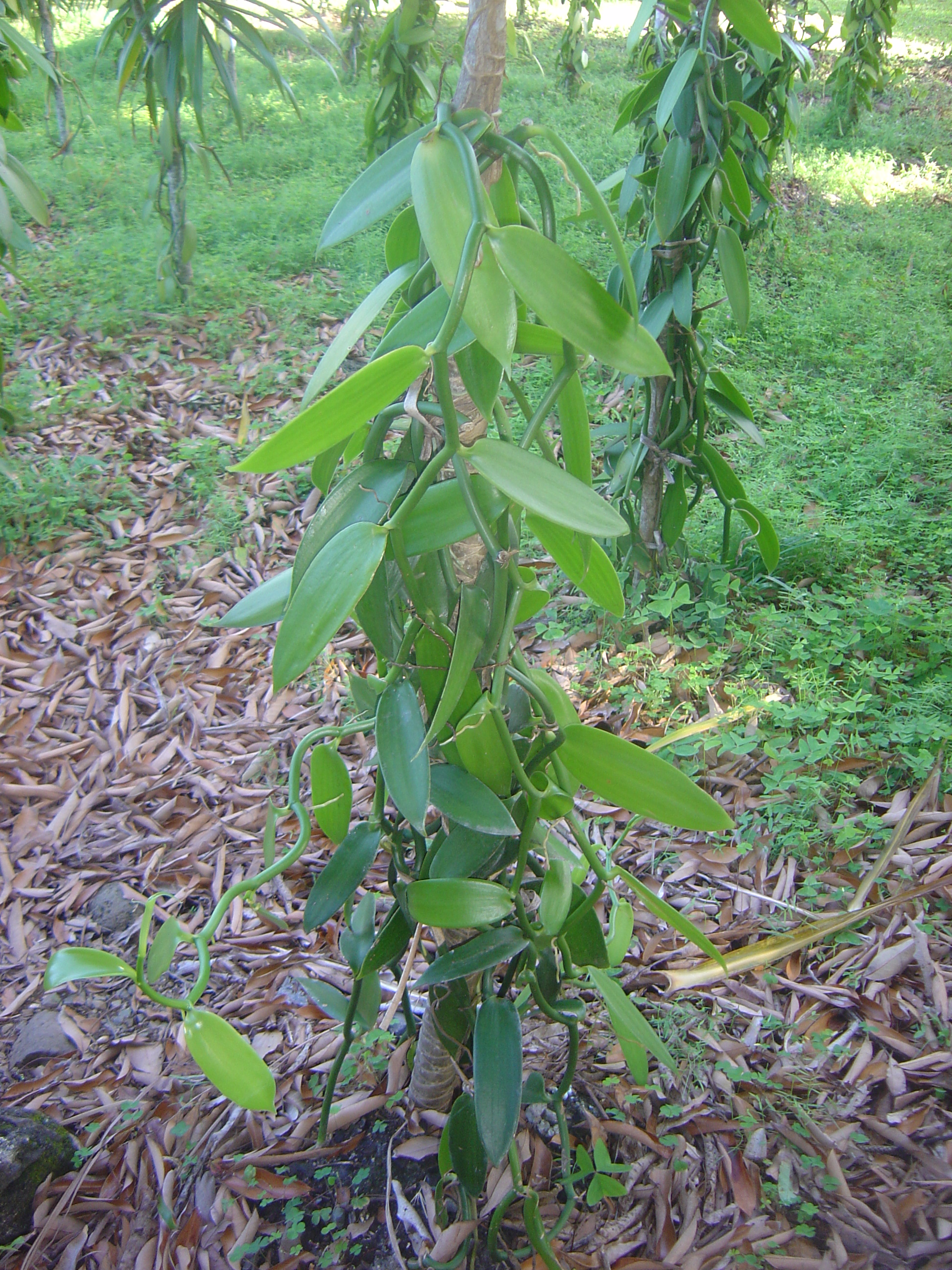
Một đồn điền vani trên đảo Réunion
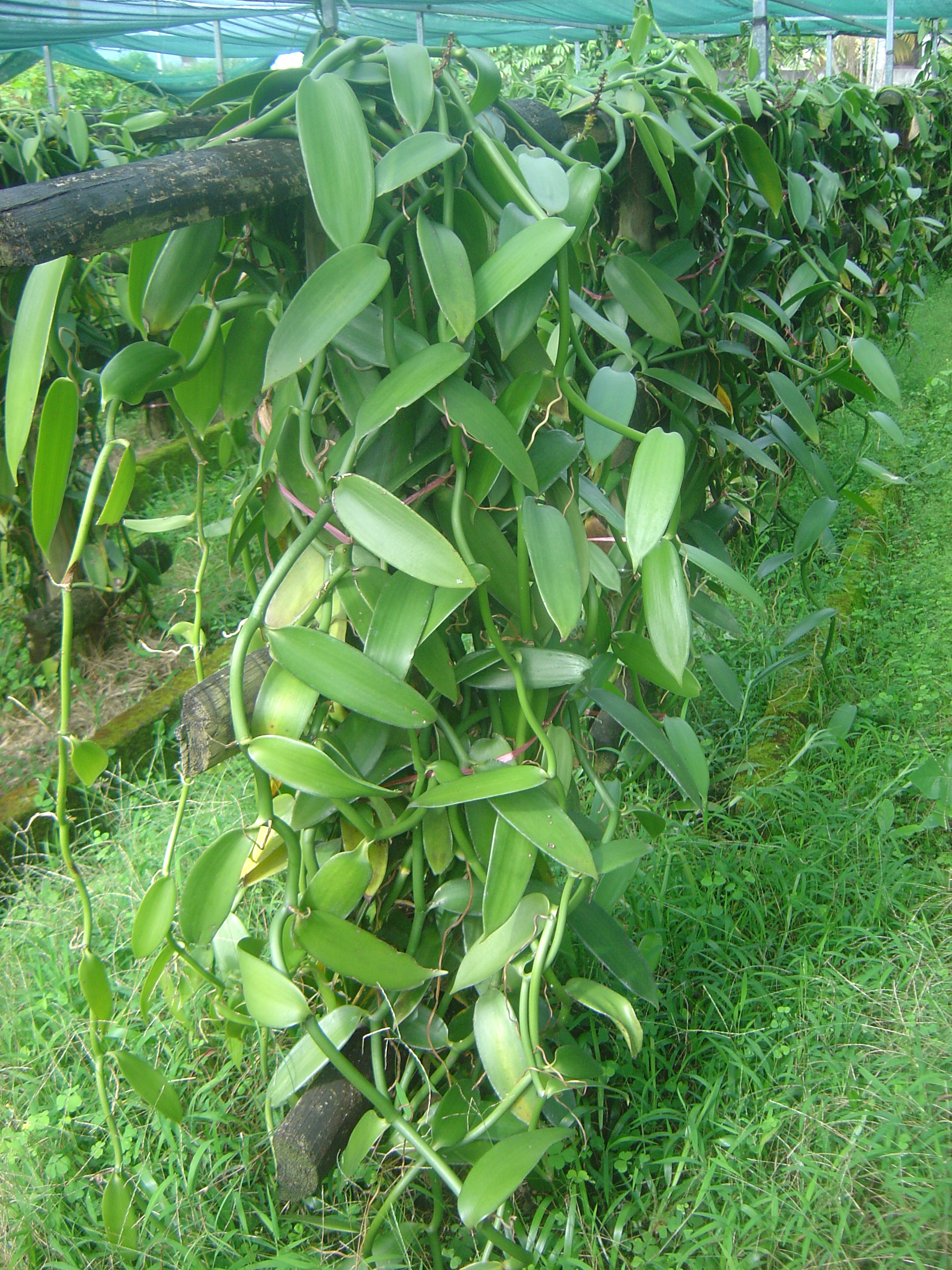
Cây vani trên đảo Réunion
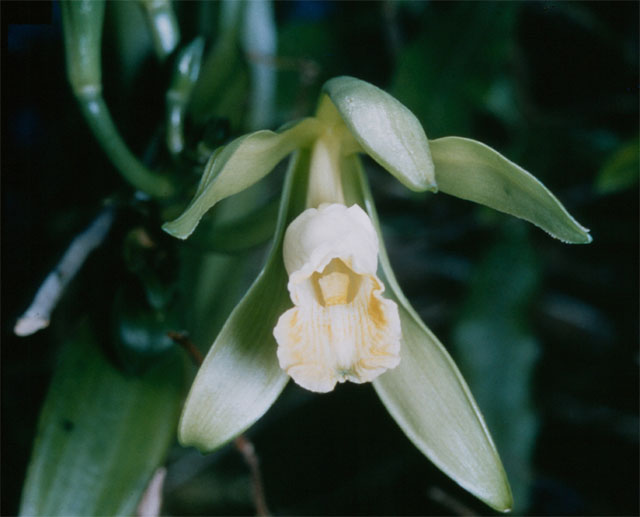
Hoa của loài V. planifolia
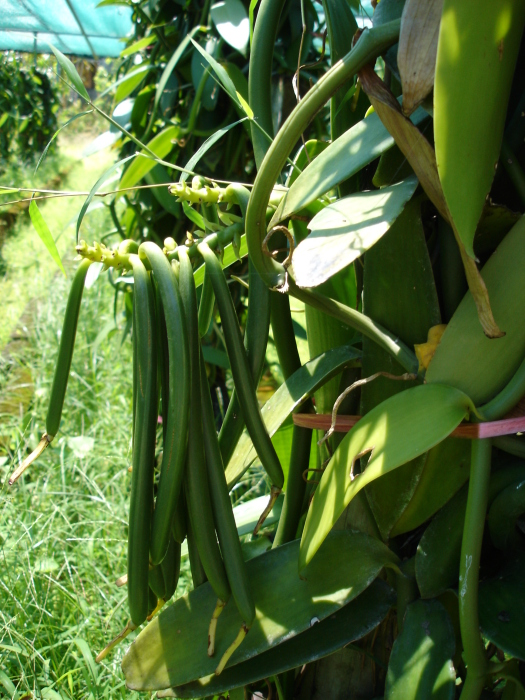
Quả khi còn xanh
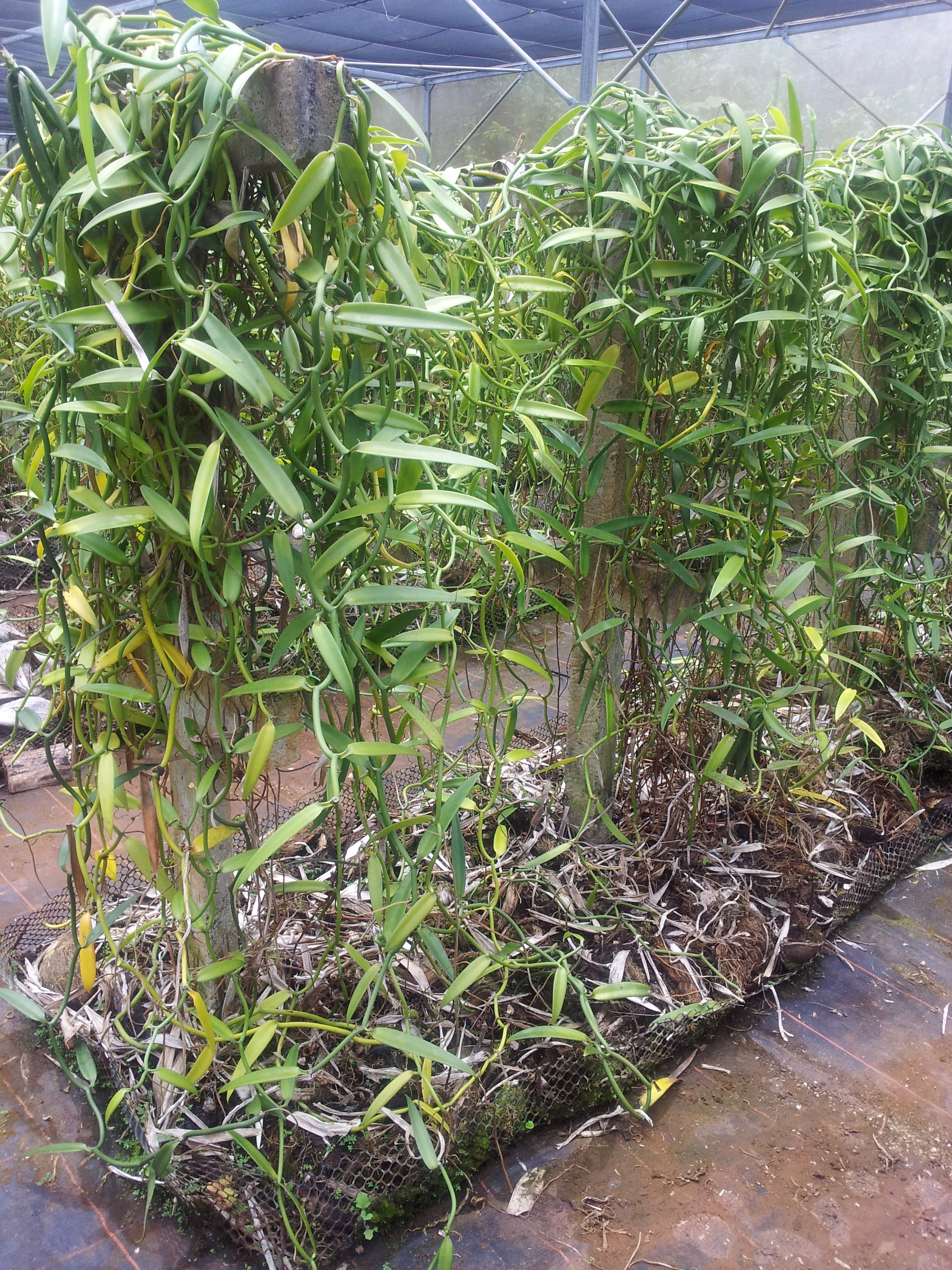
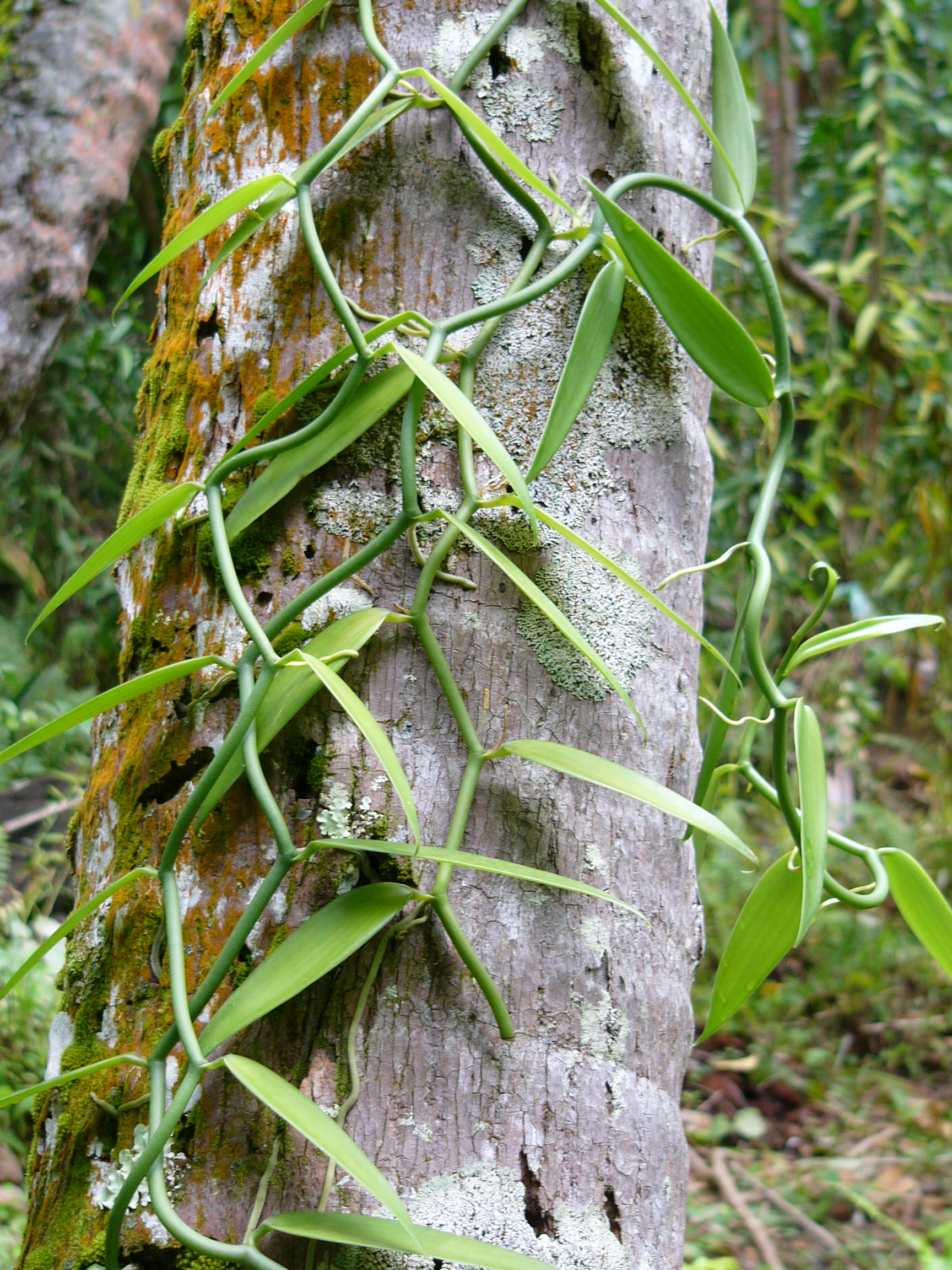